# Anjoutey
Anjoutey (deutsch früher Anschatingen oder Anschettingen) ist eine französische Gemeinde im Département Territoire de Belfort in der Region Bourgogne-Franche-Comté.

## Geographie
Anjoutey liegt auf 403 m ü. M., etwa neun Kilometer nordnordöstlich der Stadt Belfort (Luftlinie). Das ehemalige Straßenzeilendorf erstreckt sich in der breiten Talebene der Madeleine im südlichen Vorland der Vogesen, zwischen den Hügeln der Forêt de Roppe im Westen und dem Châtelet im Osten. Es liegt im Regionalen Naturpark Ballons des Vosges.
Die Fläche des 7,69 km² großen Gemeindegebiets umfasst einen Abschnitt im Bereich des südlichen Vogesenvorlandes. Der zentrale Teil des Gebietes wird in Nord-Süd-Richtung von der fast zwei Kilometer breiten Talebene der Madeleine durchquert. Diese entwässert das Gebiet nach Süden und tritt südlich des Dorfes in das Plateau am Nordrand der Burgundischen Pforte hinaus. Die durchschnittlich auf 400 m liegende Talebene ist überwiegend von Acker- und Wiesenland bestanden.
Nach Westen erstreckt sich das Gemeindeareal in das hügelige Gebiet der Forêt de Roppe mit dem Mont (463 m) und dem Bois la Dame (497 m). Weiter im Westen folgt das Quellgebiet der Autruche, eines Seitenflusses der Madeleine. Ein Teil des Areals ist als militärischer Schießplatz ausgewiesen. Östlich der Talebene der Madeleine reicht der Gemeindeboden in das Waldgebiet des Châtelet, in dem der Ruisseau de Bourg entspringt. Auf dem Höhenrücken wird mit 505 m die höchste Erhebung von Anjoutey erreicht.
Nachbargemeinden von Anjoutey sind Étueffont und Rougemont-le-Château im Norden, Romagny-sous-Rougemont, Bourg-sous-Châtelet und Saint-Germain-le-Châtelet im Osten, Bethonvilliers, Eguenigue und Roppe im Süden sowie Éloie und Grosmagny im Westen.

## Geschichte
Erstmals urkundlich erwähnt wurde Anjoutey im Jahr 1234 als Aniutel. Der Ort gehörte zunächst zur Herrschaft Rougemont, kam dann aber in den Einflussbereich der Herrschaft Rosemont. Mitte des 14. Jahrhunderts gelangte Anjoutey unter die Oberhoheit der Habsburger. Zusammen mit dem Sundgau kam das Dorf mit dem Westfälischen Frieden 1648 an die französische Krone. Seit 1793 gehörte es zum Département Haut-Rhin, verblieb jedoch 1871 als Teil des Territoire de Belfort im Gegensatz zum restlichen Elsass bei Frankreich. Im Lauf des 19. Jahrhunderts ließ sich entlang der Madeleine Gewerbe nieder, das von der Wasserkraft abhängig war: eine Mühle und mehrere Webereien und Spinnereien. Im Herbst 1913 wurde Anjoutey durch eine Schmalspurbahnlinie, die von Belfort über Les Errues nach Étueffont führte, an das französische Eisenbahnnetz angebunden. Nach dem Zweiten Weltkrieg wurde der Betrieb jedoch eingestellt. Heute ist Anjoutey mit anderen Gemeinden zum Gemeindeverband Vosges du Sud zusammengeschlossen.

## Sehenswürdigkeiten
Die Kirche Saint-Vendelin wurde ab 1774 erbaut und besitzt eine bemerkenswerte Ausstattung.

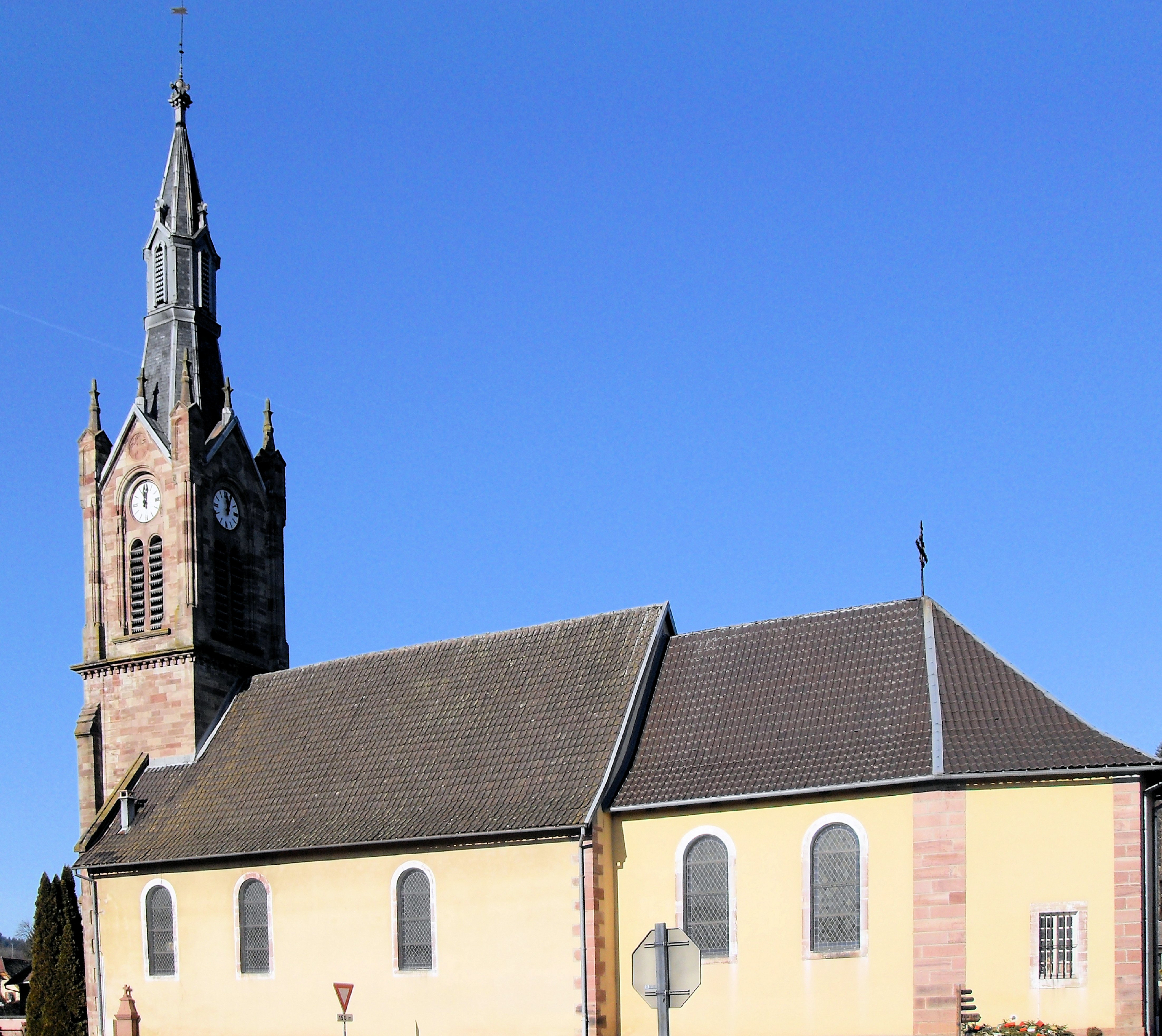
Kirche Saint-Vendelin

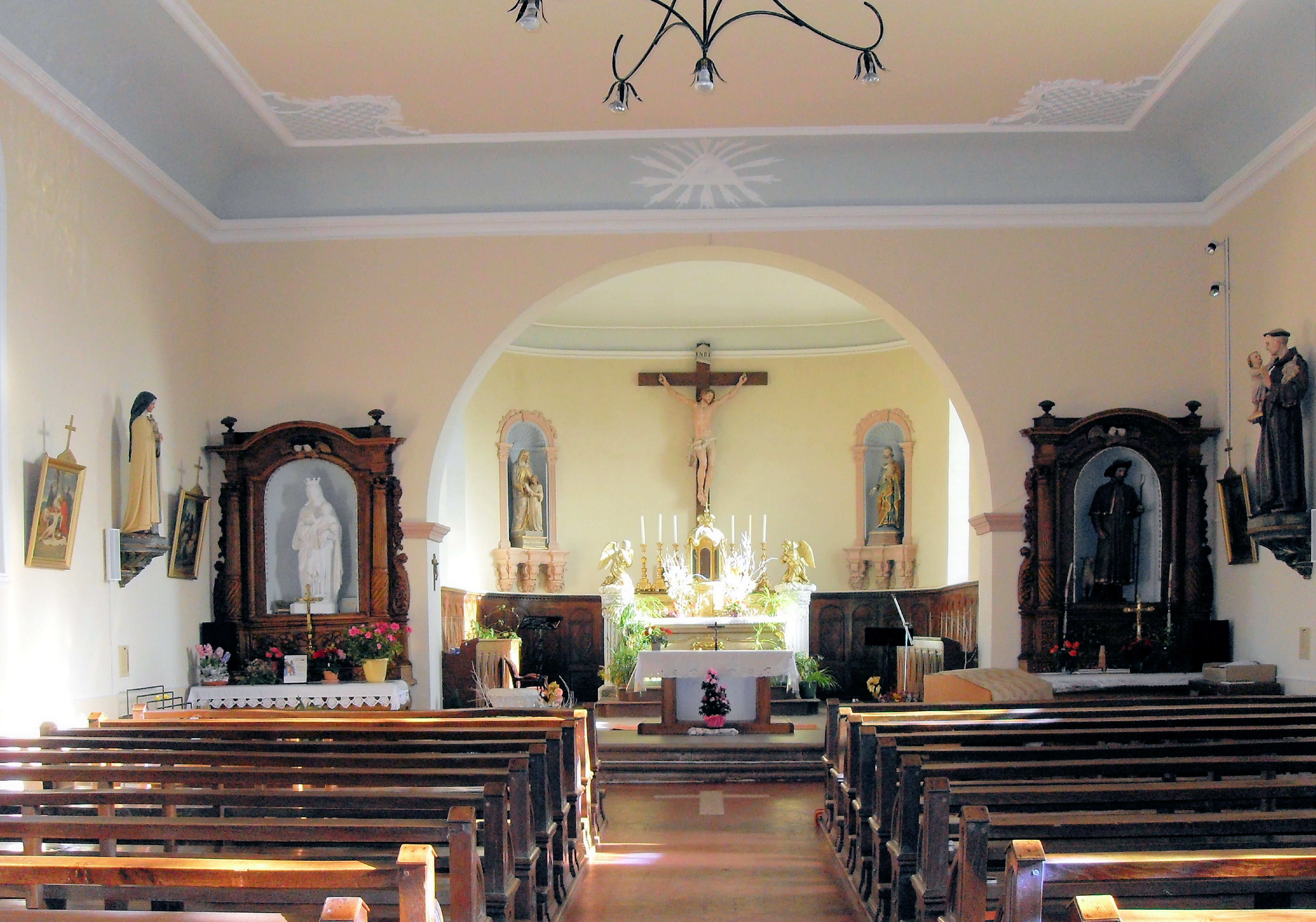
Innenansicht der Kirche

## Bevölkerung
| Jahr                       | 1962 | 1968 | 1975 | 1982 | 1990 | 1999 | 2007 | 2020 |
| Einwohner                  | 365  | 358  | 339  | 423  | 544  | 591  | 665  | 582  |
| Quellen: Cassini und INSEE |      |      |      |      |      |      |      |      |

Mit 598 Einwohnern (1. Januar 2022) gehört Anjoutey zu den kleinen Gemeinden des Départements Territoire de Belfort. Nachdem die Einwohnerzahl in der ersten Hälfte des 20. Jahrhunderts deutlich abgenommen hatte (1906 wurden noch 641 Personen gezählt), wurde seit Beginn der 1980er Jahre wieder ein kontinuierliches Bevölkerungswachstum verzeichnet. Seither hat sich die Einwohnerzahl fast verdoppelt.

## Wirtschaft und Infrastruktur
Anjoutey war lange Zeit ein vorwiegend durch die Landwirtschaft (Ackerbau, Obstbau und Viehzucht), die Fischzucht und die Forstwirtschaft geprägtes Dorf. Daneben gibt es heute einige Betriebe des Kleingewerbes. Mittlerweile hat sich das Dorf zu einer Wohngemeinde gewandelt. Viele Erwerbstätige sind auch Wegpendler, die in den Agglomerationen Belfort und Mülhausen ihrer Arbeit nachgehen.
Die Ortschaft ist verkehrstechnisch gut erschlossen. Sie liegt an einer Departementsstraße, die von Les Errues nach Étueffont führt. Der nächste Anschluss an die Autoroute A 36 befindet sich in einer Entfernung von ungefähr sechs Kilometer. Eine weitere Straßenverbindung besteht mit Saint-Germain-le-Châtelet.